# Dariusz Jemielniak
Dariusz Jemielniak (Warschau, 17 maart 1975) is een Pools hoogleraar management verbonden aan de Kozminski-universiteit in Warschau, Polen. 

## Carrière
Jemielniak was tussen 2000 en 2004 promovendus aan de Kozminski-universiteit en het jaar erop werd hij universitair docent aan diezelfde universiteit. Hij werd in 2009 benoemd tot universitair hoofddocent en in de periode 2011-2012 werkte hij aan een onderzoeksproject aan de Harvard Law School. In 2014 werd Jemielniak benoemd tot hoogleraar aan de Kozminski-universiteit. Datzelfde jaar werd zijn boek Common Knowledge?: An Ethnography of Wikipedia in het Engels uitgegeven nadat dit boekwerk het jaar ervoor in het Pools verscheen. In 2015 werd hij verkozen als lid van de raad van bestuur van de Wikimedia Foundation.

## Publicaties (selectie)
- J. Jemielniak (2014). Common knowledge? : an ethnography of Wikipedia, Stanford University Press: Stanford
- J. Jemielniak (2010). The new knowledge workers, Cheltenham: Northampton
- J. Jemielniak & J. Kociatkiewicz (2009). Handbook of research on knowledge-intensive organizations, Hershey